# میدلند سیتی (آلاباما)
میدلند سیتی (به انگلیسی: Midland City) شهری در شهرستان دیل ایالت آلاباما است که مساحت آن ۱۵٫۷۴ کیلومتر مربع است و در سرشماری سال ۲۰۱۰ میلادی، ۲٬۳۴۴ نفر جمعیت داشته و تراکم جمعیتی آن، ۱۴۸٫۹۲ نفر در هر کیلومتر مربع بوده است.